# Nada Mudou
| Críticas profissionais | Críticas profissionais |
| Avaliações da crítica  | Avaliações da crítica  |
| Fonte                  | Avaliação              |
| ---------------------- | ---------------------- |
| Notas Musicais         | link                   |

 Nada Mudou é um álbum de estúdio do cantor Leonardo, lançado em 16 de Novembro de 2011. "Stand by Me" é uma versão da canção lançada por Ben E. King, e "Baby, Fala Pra Mim" é uma versão da canção "Quelqu'un m'a dit", da cantora Carla Bruni. Em março de 2012, o álbum foi certificado ouro, pelas mais de quarenta mil cópias vendidas.

## Faixas
| N.º | Título                     | Compositor(es)                                             | Duração |  |
| 1.  | "Stand by Me"              | Ben E. King, Jerry Leiber, Mike Stoller, versão: Joquinha  | 3:13    |  |
| 2.  | "Beber, Beber"             | Elivandro Cuca, Guilherme Lopez, Raimundo Bahia            | 3:36    |  |
| 3.  | "Baby, Fala Pra Mim"       | Carla Bruni, Leos Carax, versão: Gilmara Silva, Ivan Silva | 2:49    |  |
| 4.  | "Refém"                    | Neneo, Paulinho Resende                                    | 3:28    |  |
| 5.  | "Vida Nova, Novo Amor"     | Ray                                                        | 3:57    |  |
| 6.  | "Homem é Que Nem Lata"     | Gabriel Valim                                              | 2:56    |  |
| 7.  | "Leviana"                  | Diogo, Tony Brasil                                         | 3:48    |  |
| 8.  | "OK"                       | Paula Fernandes                                            | 3:59    |  |
| 9.  | "Sem Vergonha e Sem Juízo" | Ivan Medeiros, Racine                                      | 3:31    |  |
| 10. | "Nada Mudou"               | Paulino                                                    | 3:43    |  |
| 11. | "Mulher Danada"            | Norbeto Curvelo                                            | 3:31    |  |
| 12. | "Além do Sol, Além do Mar" | Ray                                                        | 3:43    |  |
| 13. | "Mil Perdões"              | Marco Aurélio                                              | 3:41    |  |
| 14. | "Bebemorar"                | Marquinhos Maraial, Isac Maraial                           | 3:10    |  |

## Créditos
- Leonardo – vocal
- Pedro Ivo – baixo
- Albino Infantozzi – bateria
- Marcus César – percussão
- Jota Resende - piano, teclado em "Stand by Me", "Beber, Beber", "Baby, Fala Pra Mim", "Homem é Que Nem Lata", "Leviana", "Mulher Danada", "Além do Sol, Além do Mar", "Mil Perdões", "Bebemorar"
- Gabriel Pellazzaro – sanfona em "Beber, Beber", "Homem é Que Nem Lata", "Leviana", "Mulher Danada"
- Augostinho Hipólito – violão em "Homem é Que Nem Lata", sanfona em "Mulher Danada", "Mil Perdões", "Bebemorar"
- Paulinho Ferreira – violão, guitarra em "Baby, Fala Pra Mim", "Vida Nova, Novo Amor", "Sem Vergonha e Sem Juízo", "Além do Sol, Além do Mar"
- Adeildo Lopes – violão, guitarra em "Refém", "OK", "Sem Vergonha e Sem Juízo", "Bebemorar"
- Julinho Teixeira – piano, teclado, sanfona em "Refém", "OK", "Sem Vergonha e Sem Juízo"
- Eduardo Lages - piano, teclado em "Vida Nova, Novo Amor", "Sem Vergonha e Sem Juízo"

Produção
- Luiz Carlos Maluly – produção
- Daniel Silveira - direção artística
- Daniele Motta e Patrícia Aidas - coordenação
- Willian Passarinho e Silvia Mariotti - coordenação executiva
- Sidnei Garcia - gravação em Estúdio Vibe
- Rodolfo Bittencourt – assistente de gravação
- Karlo Costa – assistente de produção
- Igo e Tiago - gravações complementares em Estúdio NaCena
- Dalton Vicente - gravações complementares e mixagem em Estúdio GravoDisc
- Guilherme Martini – assistente de mixagem
- Enrico Romano - engenharia de pro-tools
- Carlos Freitas – masterização
- Gê Alves Pinto - Capa, direção de arte
- Pato Vargas e Pedro Bittencourt - projeto gráfico
- Guto Costa - fotos
- Michael Canno - tratamento de imagem
- Juliana Magalhães e Antonio Carlos Prudenciano - figurino
- Carlos Davi - maquiagem
- Luiz Augusto - revisão
- Geysa Adnet - coordenação gráfica

## Certificações
| País          | Certificação | Data          | Certificado de vendas |
| ------------- | ------------ | ------------- | --------------------- |
| Brasil - ABPD | Ouro         | Março de 2012 | 40.000                |